# گیلدا دی آبرو
گیلدا دی آبرو (۲۳ سپتامبر ۱۹۰۴ – ۴ ژوئن ۱۹۷۹) هنرپیشه، خواننده، نویسنده و کارگردان فیلم برزیلی بود.
گیلدا دی آبرو که در خانواده ای ثروتمند به دنیا آمد، کار خود را به عنوان یک خواننده با اجرای موزیکال‌های صحنه ای و اپرت‌ها آغاز کرد.
آبرو در سال ۱۹۳۳ با ویسنته سلستینو، خواننده و بازیگر دیگر ازدواج کرد. او به عنوان نقش اول در هر سه اثر بلند او انتخاب شد. دو تا از این فیلم‌ها (O Ébrio و Coração materno) بر اساس آهنگ‌هایی بود که او نوشته بود. سلستینو در سال ۱۹۶۸ درگذشت و سپس آبرو در ۴ ژوئن ۱۹۷۹ در ریودوژانیرو درگذشت.